# Aqissiaq Møller
Aqissiaq Møller [ɑˈqisːiɑq ˈmølʌ] (nach alter Rechtschreibung Aĸigssiaĸ; * 4. August 1939 in Maniitsoq; † 21. August 1997 in Kopenhagen) war ein grönländischer Beamter, Lehrer, Schulleiter, Dichter und Übersetzer.

## Leben
Aqissiaq Møller war der Sohn des Katecheten Karl Møller († 1994) und seiner Frau Philipine Knudsen († 1992). Am 14. März 1964 heiratete er die Dänin Marianne Vinderslev (* 1941), Tochter des Autohändlers Carsten Vinderslev und seiner Frau Agnete Hansen († 1994). Aus der Ehe ging unter anderem die Tochter Karina Møller (* 1967) hervor.
Er besuchte in den 1950er Jahren Grønlands Seminarium und zog dann nach Dänemark, wo er 1964 das Vordingborg Statseminarium abschloss. Anschließend unterrichtete er in Sandby und Ejstrupholm, zog dann zurück nach Grönland, wo er von 1967 bis 1969 in Qaqortoq Lehrer war. Danach kehrte er nach Dänemark zurück, wo er im Grønlandsministeriet Kontrolleur für junge Grönländer wurde. Nach einem Jahreskurs an Danmarks Lærerhøjskole unterrichtete er von 1971 bis 1975 an der Grönländerschule Ellekilde in Taastrup, erhielt 1975 den Kandidatgrad an der Lehrerhochschule und wurde Dozent an Grønlands Seminarium. Von 1979 bis 1981 war er grönländischer Vizeschuldirektor. Von 1982 bis 1988 war er als Direktor für das Ministerium für Kultur und Unterricht bei der Regierung tätig, war anschließend von 1989 bis 1991 Direktor der Regierung und danach von 1991 bis 1994 Direktor des Bereichs Kultur, Bildung und Forschung. 1995 wurde er zum Rektor des Seminariums ernannt.
Aqissiaq Møller war Mitredakteur der Tidsskriftet Grønland von 1972 bis 1975 und der Aliikkutassiaq von 1978 bis 1980. Er war Mitglied mehrerer kultureller und bildungspolitischer Ausschüsse und Kommissionen. Er gründete den Grönländischen Autorenverband Atuakkiortut mit und war von 1976 bis 1981 Aufsichtsratsmitglied, davon von 1978 bis 1980 als Vorsitzender. Außerdem war er von 1976 bis 1979 Vorstandsvorsitzender der Mutter-Kind-Institution Egmontgården. Zudem war er Vorstandsmitglied in Det Grønlandske Selskab (1971–1975), Det Grønlandske Forlag (ab 1979), Grønlands Kunstskole (1976–1981) und bei der Radioverwaltung (1979–1983).
Er war auch als Dichter und Übersetzer grönländischer Gedichte ins Dänische tätig. 1989 wurde er zum Ritter des Dannebrogordens ernannt. Am 29. November 1990 erhielt er den Nersornaat in Silber. Im Mai 1997 wurde bei ihm Magenkrebs diagnostiziert, an dem er im August im Alter von 58 Jahren im Rigshospitalet in Kopenhagen verstarb.

## Werke
- 1970: Allagarsiat (Gedichtsammlung)
- 1975: Grønlandsk digte (Übersetzung)
- 1980: Inuit (Gedichtsammlung)